# Длиннорылая рыба-кабан
Длиннорылая рыба-кабан, или трёхполосая рыба-кабан (лат. Pentaceropsis recurvirostris) — вид лучепёрых рыб монотипического рода длиннорылых рыб-кабанов (Pentaceropsis) из семейства вепревых (Pentacerotidae). Эндемик умеренных вод у южного побережья Австралии, включая воды вокруг Тасмании.

## Описание
Тело высокое, сжато с боков, покрыто мелкой ктеноидной чешуёй. Голова покрыта панцирем из грубых бороздчатых костей. Вогнутое рыло в форме трубки, рот маленький и немного косой. Зубы конической формы, немного изогнутые, расположены неширокими полосами; на сошнике отсутствуют. Губы и подбородок покрыты ворсинками. Спинной и брюшные плавники длинные. В спинном плавнике 10—11 жёстких и 14—15 мягких лучей. Первый мягкий луч удлинённый, достаёт до окончания хвостового плавника. Остальные лучи короче, что придаёт мягкой части спинного плавника вогнутую форму. В анальном плавнике три колючих и 10—11 мягких лучей. В брюшных плавниках одна колючка и пять мягких лучей. Хвостовой плавник с небольшой выемкой.
Тело белого цвета. По бокам проходят две широкие косые тёмные полосы. Ещё одна полоса на каждой стороне тела начинается от верхушки рыла, проходит через глаза и заканчивается у начала спинного плавника. Вдоль основания спинного плавника проходит узкая тёмная полоса. Плавники с тёмными краями. У молоди длиной до 13 см тело, спинной и анальный плавники покрыты крупными тёмными пятнами, затылок тёмный.
Максимальная длина тела 50 см.

## Биология
Морские батипелагические рыбы. Обитают на материковом склоне над скальными и песчаными грунтами в заливах, бухтах и вдоль побережья, на глубине от 10 до 260 м, обычно не глубже 40 м. Днём прячутся под скальными выступами. 
В состав рациона входят офиуры, полихеты и бурые водоросли.

## Взаимодействие с человеком
Ведётся ограниченный местный промысел, но уловы невелики. Мясо длиннорылой рыбы-кабана вкусное. Указывается, что жёсткие лучи плавников ядовитые.